# توپولی
توپولی (به بلغاری: Тополи؛ به خط لاتین: Topoli}} یک روستا در بلغارستان است که در وارنا واقع شده‌است. طبق سرشماری مارس ۲۰۱۵، توپولی ۳٬۰۵۵ نفر جمعیت دارد. این شهر ۴۸ متر بالاتر از سطح دریا قرار گرفته‌است.